# Марко Јарић
Марко Јарић (Београд 12. октобар 1978) је бивши српски кошаркаш. Са репрезентацијом Југославије Јарић је освојио златне медаље на Европском првенству у кошарци 2001. и Светском првенству у кошарци 2002. Био је у браку са познатим бразилским моделом Адријаном Лимом са којом има две ћерке.
Његов отац Срећко Јарић је био познати југословенски кошаркаш.

## Каријера

### Европа
Јарић је 1996, са 18 година отишао у Грчку, а пре тога је кратко играо у јуниорском тиму Црвене звезде и сениорском тиму Радничког из Београда. У сезони 1996/97. је играо у дресу Перистерија из Атине. У овом клубу је провео две сезоне, да би у лето 1998. прешао у италијански Фортитудо. Са Фортитудом је освојио првенство Италије 2000, а исто је успео следеће сезоне са Виртусом. Са Виртусом је такође освојио Евролигу и два Купа Италије.

### НБА
У лето 2002. Јарић је прешао у Лос Анђелес Клиперсе. У августу 2005. је заједно са Лајонелом Чалмерсом послан у Минесоту тимбервулвсе у замену за Сема Касела. Након годину и по дана у Минесоти, незадовољан минутажом, Јарић је затражио да буде замењен у неки други клуб. Међутим одласком Кевина Гарнета у Бостон селтиксе у лето 2007, променио се изглед тима, а Јарић је постављен за првог плејмејкера екипе. Нови тим Тимбервулвса је завршио сезону на последњем месту, мада су велики број утакмица изгубили у самој завршници. На крају сезоне Јарића су ангажовали Мемфис гризлиси. Пред почетак 2009/10. сезоне Јарић се договорио са Гризлисима да неће присуствовати тренинг кампу и предсезонским утакмицама и добио је дозволу да пронађе нови тим.

### Повратак у Европу
У децембру 2009. Јарић се после седам година вратио у европску кошарку и потписао уговор са мадридским Реалом код тренера Месине који га је већ тренирао у Виртусу. У Реалу се задржао до краја сезоне, бележећи просечно 7,1 поен у Евролиги и 5,9 у АЦБ лиги. После пола године без клуба, Јарић је у јануару 2011. потписао уговор са Монтепаски Сијеном. Са Сијеном је остао до краја сезоне и освојио национално првенство и куп. На 14 мечева у Серији А бележио је просечно 5,4 поена по мечу.

### Предсезонски уговори у НБА
Почетком октобра 2012. Јарић је потписао негарантовани уговор са Чикаго булсима, али ипак није успео да уђе у коначни тим и отпуштен је 24. октобра.
Након сезоне без клуба, Јарић је поново покушао да дође до НБА уговора потписавши предсезонски уговор са Бруклин нетсима 30. септембра 2013. Ипак је након два припремна меча отпуштен 15. октобра.

## Репрезентација
Јарић је са младом репрезентацијом Југославије на Европском првенству 1998. године освојио златну медаљу.
За сениорску репрезентацију је дебитовао на Европском првенству 2001. у Турској где је освојена златна медаља. Играо је и наредне године на Светском првенству 2002. у Индијанаполису где је такође освојено злато. Био је још члан репрезентације на три Европска првенства – 2003. у Шведској, 2005. у СЦГ и 2007. у Шпанији.

## Успеси

### Клупски
- Фортитудо Болоња:
  - Првенство Италије (1) : 1999/00.
  - Суперкуп Италије (1) : 1998.
- Виртус Болоња:
  - Евролига (1) : 2000/01.
  - Првенство Италије (1) : 2000/01.
  - Куп Италије (2) : 2001, 2002.
- Монтепаски Сијена:
  - Првенство Италије (1) : 2010/11.
  - Куп Италије (2) : 2011.

### Појединачни
- Идеални тим Евролиге - прва постава (1): 2001/02.
- Учесник Ол-стар утакмице Првенства Италије (1): 2000.

### Репрезентативни
- Европско првенство до 20 година:  1998.
- Европско првенство:  2001.
- Светско првенство:  2002.